# 가요쿄쿠
가요쿄쿠(일본어: 歌謡曲)는 현대 J-pop의 기반이 된 일본의 팝 음악 장르이다. 재팬 타임스는 가요쿄쿠를 표준 J-pop 또는 쇼와 시대 팝으로 묘사하였다.
가요쿄쿠는 서양 음악과 일본 음악 스케일의 혼합을 나타낸다. 가요쿄쿠 장르의 음악은 매우 다양하지만, 좁은 의미에서 더 실용적인 가요쿄쿠는 J-pop과 엔카를 제외한다.
사잔 올 스타즈의 구와타 게이스케와 같은 J-pop 가수들과 달리, 가요쿄쿠 장르의 가수들은 영어 기반의 양식화된 발음을 사용하지 않고 전통 일본어를 선호한다. 가수 야마구치 모모에의 노래 Rock 'n' Roll Widow와 같은 예외도 있다.
엔카와 달리 가요쿄쿠는 노래할 때 감정적인 노력을 표현하는 것을 기반으로 하지도 않는다.
유명한 가요쿄쿠 가수로는 야쿠시마루 히로코, 사카모토 큐, 더 피너츠, 더 타이거스, 캔디즈, 핑크 레이디, 마츠다 세이코, 사쿠라다 준코, 체커스, 오냥코클럽 등이 있다.

## 특징
가요쿄쿠 음악은 따라 부르기 쉽고 연주하기 쉬운 간단한 멜로디를 가지고 있다. 가요쿄쿠의 가사는 단순하며 평범한 일본인과 공감대를 형성하려 한다. 가요쿄쿠 가수들은 또한 귀엽고 친근한 모습으로 나타나며, 외모와 행동의 많은 부분이 제작사에 의해 결정된다. 가요쿄쿠 노래의 기본은 감성적인 느낌을 지향한다. 이 음악은 청취자와 공감대를 형성하고 사회적 외모 때문에 억압된 감정을 표현하려고 노력한다. 가요쿄쿠의 스타일은 1970년대 중반에 발생한 노래방 붐으로 인해 두드러지게 나타났다. 노래방의 큰 초점은 노래뿐만 아니라 가수의 이미지와 가사에 의해 드러나는 이미지를 모방하는 것에 있다. 가요쿄쿠의 단순한 리듬과 가사는 이 노래들을 노래방에서 매우 인기 있게 만들었다. 1982년에 실시된 NHK 조사에 따르면, 30세 이상의 남성 약 80%가 노래방 기계를 통해 가요쿄쿠 노래를 불렀다.

## 역사

### 1920년대~1940년대: 기원
가요쿄쿠라는 용어는 원래 일본에서 서양의 클래식 가곡을 지칭했다. 그러나 일본방송협회 라디오는 1927년경부터 이 용어를 류코카의 다른 이름으로 사용하기 시작했고, 이는 쇼와 시대 후반기 (1935년–1944년)에 자리 잡았다. 그러나 이 시대에 인기 있었던 많은 노래들은 제2차 세계 대전과 관련된 고통스러운 기억 때문에 사라졌다.

### 1950년대~1960년대: 무드 가요 시대
가요쿄쿠는 류코카와 연관되어 있지만, 류코카와는 다른 특정한 음악 장르를 지칭하기도 한다. 예를 들어, 야마모토 겐지는 쇼와 20년대 (1945년~1954년)의 인기 장르가 류코카였고 쇼와 30년대 (1955년~1964년)의 인기 장르가 가요쿄쿠였다고 말했다.
쇼와 30년대에는 프랭크 나가이가 재즈에 영감을 받아 무드 가요라는 새로운 노래를 불렀다. 일본의 고도 경제 성장기 동안 무드 가요 음악은 일본에서 가장 인기 있는 장르 중 하나가 되었다. 무드 가요는 라틴과 재즈 음악의 영향을 받았다. 한편, 쇼와 30년대에는 현대 엔카가 형성되기 시작했고, 사카모토 큐와 같은 일본 대중가수들에게 로큰롤이 영향을 미치기 시작했다.
1949년, 12세의 미소라 히바리는 Kappa Boogie Woogie라는 곡으로 음반 데뷔를 하였다. 1950년대에 미소라, 에리 치에미, 유키무라 이즈미는 산닌 무스메로 불렸다. 카스가 하치로, 미하시 미치야, 무라타 히데오는 세 마리 까마귀로 불렸다. 1960년대 초에는 사카모토 큐와 더 피너츠가 유명해졌다. 모리 신이치는 1966년에 데뷔했다. 야마모토 린다도 1966년에 데뷔했다. 1960년대 후반에는 그룹 사운드가 유명해졌다. 사이고 테루히코, 하시 유키오, 후나키 가즈오는 1960년대에 도쿠가와 고산케로 불렸다. 후지 케이코는 1969년에 데뷔했으며, 그녀의 노래와 같은 음악 장르는 일본 전통 음악과 유사한 엔카로 불렸다. 1969년, 일본의 아역 가수 미나가와 오사무는 6세의 나이로 일본 오리콘 주간 싱글 차트 1위 곡인 검은 고양이 네로를 만들었으며, 이는 오리콘 싱글 차트에서 1위를 차지한 최연소 기록으로 현재까지 유지되고 있다.
1950년대와 60년대 동안, 많은 가요쿄쿠 그룹과 가수들은 일본 주둔 미군 기지에서 공연하며 경험을 쌓았다. 같은 시기에 야쿠자 매니저 타오카 카즈오는 공연자들을 전문가로 대우함으로써 콘서트 투어 산업을 재편했다.
수입된 외국인 인재 측면에서, 이 시기의 가요쿄쿠는 국공 내전 동안 상하이시에서 도피한 중국 이민 재즈 음악가뿐만 아니라, 당시 일본을 점령하고 있던 미국 군인들의 영향을 받았다고도 여겨진다. 1949년, 중국 공산당이 중국 대륙을 장악하고 중화인민공화국을 수립했을 때, 중화인민공화국 정부가 취한 첫 조치 중 하나는 대중음악을 퇴폐적이라고 비난하고 중국 혁명 음악으로 대체하는 것이었다. 비록 많은 상하이 음악가들이 영국 식민지인 홍콩으로 도피했지만, 소수의 음악가들은 대신 일본에 정착하여 극동 네트워크의 일원이 되었고 미국 군인들과 협력하여 일본 대중에게 다양한 새로운 장르를 소개했다.
이 시대의 가장 유명한 가요쿄쿠 음악가로는 작곡가 에이 로쿠스케와 가수 사카모토 큐가 있다. 특히 그들의 1961년 노래 "스키야키"는 전 세계적인 히트곡이 되어 빌보드 핫 100 차트에서 1위를 차지했다.

### 1970년대~1980년대: 아이돌 가요 시대
1970년대에는 당시 자니스 사무소 소속이었던 고 히로미, 사이조 히데키, 노구치 고로가 신 도쿠가와 고산케로 불렸다. 미나미 사오리, 아마치 마리, 코야나기 루미코는 신 산닌 무스메로 불렸다. "재즈 카페" 출신의 와다 아키코도 인기를 얻었다. 야마구치 모모에, 사쿠라다 준코, 모리 마사코는 하나노 츄산 트리오로 불렸다. 아쿠 유는 가요쿄쿠의 가장 유명한 작사가 중 한 명이 되었다. 그는 핑거5의 1973년 노래 개인교수와 여성 듀오 핑크 레이디의 1976년 데뷔곡 페퍼 케이부를 썼다.
1980년대에는 마츠다 세이코, 오카다 유키코, 나카모리 아키나 등 많은 여성 아이돌이 인기를 얻었다. 자니스 남성 솔로 가수 콘도 마사히코도 인기를 얻었으며 콘도 마사히코의 노래 오로카모노는 1987년 제29회 일본 레코드 대상 대상을 수상했다. 가요쿄쿠는 또 다른 장르인 J-pop의 기반으로 간주된다. 1980년대에는 일본의 아이돌의 일부가 가요쿄쿠에서 독립하여 일본 록 음악가들과 연관되었다. 80년대 후반의 인기 밴드 오냥코클럽은 "가요쿄쿠"와 "J-pop" 사이의 경계 시대의 밴드였다. 히카루GENJI와 DREAMS COME TRUE 이후의 일본 가요쿄쿠 스타일 음악은 J-pop이라고 불렸지만, 일부 사람들은 J-pop이 가요쿄쿠 음악의 하위 장르라고 주장했다.
1980년대에는 일본의 아이돌 음악을 제외한 나머지 가요쿄쿠 음악은 엔카로 간주되었다. 1989년 미소라 히바리가 사망한 후, 가요쿄쿠라는 장르는 거의 사라졌고, 일부 가요쿄쿠 가수들은 그들의 음악 스타일이 변하지 않았음에도 불구하고 엔카 가수로 간주되었다. 그러나 모리 신이치와 마에카와 기요시는 자신들을 엔카 가수가 아닌 가요쿄쿠 가수로 여겼다. 마에카와는 진정한 엔카 가수의 예로 노래에 많은 코부시(일종의 보컬 기법)를 사용할 수 있는 키타지마 사부로를 꼽았다. 그 결과, 이 장르의 음악은 다소 혼란을 야기했다. 예를 들어, 후쿠야마 마사하루가 프로듀싱한 마에카와 기요시의 노래 무지개/해바라기/그게 전부는 특별한 이유 없이 엔카로 간주되었다. 그러나 2008년 아키모토 준코가 인기를 얻으면서 그녀는 현대 가요쿄쿠 가수의 예로 언급되었다.

### 이후의 인기
2020년대 들어 쇼와 가요 붐(일본어: 昭和歌謡ブーム)이 일고 있으며, 쇼와 시대의 가요쿄쿠 노래들이 젊은층 사이에서 인기를 얻고 있다고 한다.